# José Maria da Silva Torres
Dom Frei José Maria da Silva Torres O.S.B. (Vitória (Porto), 14 de outubro de 1800 - Lisboa, 8 de novembro de 1854) foi um prelado português, arcebispo de Goa e arcebispo-coadjutor de Braga. Foi um defensor do Padroado Português no Oriente, na Índia, tendo se indisposto com os Papas Gregório XVI e Pio IX.
Foi ordenado em 28 de fevereiro de 1823, no Porto. Doutorou-se em Teologia pela Universidade de Coimbra em 1831. Por carta-régia de 25 de outubro de 1834, referendada por Francisco de São Luís Saraiva, tornou-se professor de Filosofia Racional do Colégio das Artes. Por portaria de 19 de dezembro de 1840, a Rainha Maria II premiou-o com o Hábito de Cristo.
Como as relações entre Portugal e a Santa Sé estavam restabelecidas naquele momento, foi apresentado e nomeado arcebispo de Goa em 1843, sendo sua nomeação confirmada pelo Papa Gregório XVI em 19 de junho. Como as sufragâneas da Arquidiocese estavam em mãos de vigários apostólicos da Propaganda Fide, expediu vários atos conclamando aos bispos que se mantivessem fiéis na defesa do Padroado e contrários aos vigários, tido como "usurpadores" e "invasores". Durante sua prelazia, ordenou 317 sacerdotes, segundo os registros oficiais, sendo que alguns deles não tiveram as instruções exigidas pelos cânones. Pela Bula Romani Pontificis, de 22 de dezembro de 1948, o Papa Pio IX, talvez insuflado pelas possíveis difamações que lhe chegaram, transferiu-o para Portugal, com o título de arcebispo-titular de Palmira. Deixou Goa Velha em 1849, fixando residência em Lisboa. Em consistório realizado em 1851, foi nomeado arcebispo-coadjutor de Braga, entretanto, não chegou a fixar residência naquela arquidiocese. Dessa forma, a distensão entre Portugal e Santa Sé estava novamente desfeita.
Foi agraciado com a Grã-Cruz da Ordem de Sant'Iago da Espada em 26 de março de 1851, nomeado par do reino em 2 de abril e provedor da Santa Casa de Misericórdia de Lisboa em 26 de novembro. Faleceu na casa de Lisboa em 8 de novembro de 1854, estando hoje sepultado em Caminha.